# あいの助
あいの助（あいのすけ、英: AINOSUKE）は、あいの風とやま鉄道のマスコットキャラクターである。

## 概要
- ホトトギスをモチーフにしている[1]。
- 名前の由来は、キャラクターのコンセプトにある「車掌業務のお手伝いをしている」より、「あいの風とやま鉄道」をサポートする（助ける）という意味合いを込めたもの[2]。
- 特技はぴったりの時をお知らせすること[1]。
- あいの助のグッズを発売している[3]。